# Veremiivka, Krasîliv
Veremiivka (în ucraineană Вереміївка) este un sat în comuna Mîtînți din raionul Krasîliv, regiunea Hmelnîțkîi, Ucraina.
Localitatea face parte din regiunea istorică Volânia, iar după tratatul de pace de la Riga din 1921 a devenit parte a Uniunii Sovietice.

## Demografie
Componența lingvistică a localității Veremiivka
     Ucraineană (99,42%)
     Alte limbi (0,58%)
Conform recensământului din 2001, majoritatea populației localității Veremiivka era vorbitoare de ucraineană (99,42%), existând în minoritate și vorbitori de alte limbi.